# أنطونيو لاو
أنطونيو لاو (بالإسبانية: Antonio Lao Doña)‏ هو لاعب كرة قدم إسباني في مركز الدفاع، ولد في 17 يناير 1984 في برشلونة في إسبانيا. لعب مع إسبانيول ب ونادي بادالونا ونادي ساباديل.

## وصلات خارجية
- أنطونيو لاو على موقع قاعدة بيانات كرة القدم.إي يو (الإنجليزية)
- أنطونيو لاو على موقع Soccerway.com (الإنجليزية)
- أنطونيو لاو على موقع AS.com (الإسبانية)